# Adamov (Staré Město)
Adamov (německy Adamsthal) je zaniklá osada, která se nacházela v okrese Šumperk. Jako správní obec bylo uváděno Velké Vrbno.

## Historie
V roce 1686 zřídila vrchnost v údolí východně od Velkého Vrbna železnou huť s hamrem. Při ní byla o dva roky později založena knížetem Adamem z Lichtenštejna osada Adamov, německy Adamsthal – Adamovo údolí. Adamovská jednotřídka započala s vyučováním již v roce 1818. V obci byl kostelík a pověstmi opředený lesní mlýn.
Od roku 1869 do roku 1930 šlo o osadu, která spadala pod obec Velké Vrbno. Kolem roku 1834 bylo v osadě 22 domů se 151 obyvateli, o 70 let později pak 147 obyvatel žilo ve 26 domech. V roce 1950 již byla osada součástí Starého Města. V tu dobu už v ní žili pouze tři obyvatelé v pěti domech. Později osada zanikla, dodnes jsou na místě k vidění zbytky budov.
V roce 1957 byla přemístěna ze zaniklé osady dřevěná zvonička do areálu protialkoholní léčebny v Horních Holčovicích. Zvonice byla zapsána do seznamu kulturních památek před rokem 1988.